# Kim Yong-hyun
Kim Yong-hyun (koreanisch 김용현; * 13. Mai 1978 in Incheon) ist ein südkoreanischer Badmintonspieler.
Er nahm für Korea im Badminton bei Olympia 2004 im Männerdoppel mit seinem Partner Yim Bang-eun teil. Sie hatten ein Freilos in der ersten Runde und schlugen in der zweiten Lars Paaske und Jonas Rasmussen aus Dänemark. Im Viertelfinale unterlagen Kim und Yim gegen Eng Hian und Flandy Limpele aus Indonesien mit 15:1, 15:10.
Kim nahm mit seiner Partnerin Lee Hyo-jung auch im Mixed-Wettbewerb teil. Sie hatten in der ersten Runde ein Freilos und wurden in der Runde der letzten 16 von Jens Eriksen und Mette Schjoldager aus Dänemark besiegt.

## Sportliche Erfolge
| Saison | Veranstaltung                          | Disziplin    | Platz | Name                          |
| ------ | -------------------------------------- | ------------ | ----- | ----------------------------- |
| 1997   | Indien: Internationale Meisterschaften | Mixed        | 5     | Kim Yong-hyun / Kim Mee-kyung |
| 1997   | Indien: Internationale Meisterschaften | Herrendoppel | 3     | Yim Bang-eun / Kim Yong-hyun  |
| 1999   | Hungarian International                | Mixed        | 1     | Kim Yong-hyun / Yim Kyung-jin |
| 1999   | Hungarian International                | Herrendoppel | 1     | Kim Yong-hyun / Yim Bang-eun  |
| 2002   | China Open                             | Mixed        | 5     | Kim Yong-hyun / Lee Hyo-jung  |
| 2003   | Weltmeisterschaft                      | Mixed        | 5     | Lee Hyo-jung / Kim Yong-hyun  |
| 2003   | Weltmeisterschaft                      | Herrendoppel | 9     | Kim Yong-hyun / Yim Bang-eun  |
| 2003   | Swiss Open                             | Mixed        | 2     | Kim Yong-hun / Lee Hyo-jung   |
| 2003   | Asienmeisterschaft                     | Mixed        | 3     | Kim Yong-hyun / Lee Hyo-jung  |
| 2003   | All England                            | Herrendoppel | 3     | Kim Yong-hyun / Yim Bang-eun  |
| 2003   | Swiss Open                             | Herrendoppel | 3     | Yim Bang-eun / Kim Yong-hyun  |
| 2004   | All England                            | Mixed        | 2     | Kim Yong-hyun / Lee Hyo-jung  |
| 2004   | Olympia                                | Herrendoppel | 5     | Yim Bang-eun / Kim Yong-hyun  |
| 2004   | Swiss Open                             | Mixed        | 3     | Kim Yong-hyun / Lee Hyo-jung  |